# Scott Iron Works
Scott Iron Works war ein US-amerikanischer Hersteller von Automobilen.

## Unternehmensgeschichte
Das Unternehmen hatte seinen Sitz in Baltimore in Maryland. Es begann 1901 mit der Produktion von Automobilen. Der Markenname lautete Scott. 1904 endete die Kraftfahrzeugproduktion.
Weitere US-amerikanische Hersteller von Personenkraftwagen der Marke Scott waren Scott Automobile Company, J. A. Scott Motor Works und Scott.

## Fahrzeuge
Die Fahrzeuge entstanden nach Kundenaufträgen. Nur zu einem sind Details bekannt.
Ein Fahrzeug von 1904 wurde von R. B. Wasson entworfen. Käufer war Harlan W. Whipple, Präsident der American Automobile Association. Ein Vierzylindermotor trieb das Fahrzeug an. Jeweils 152,4 mm Bohrung und Hub ergaben 11.120 cm³ Hubraum. Der Motor leistete 80 PS. Das Getriebe hatte vier Gänge. Das Fahrgestell hatte 320 cm Radstand. Das Fahrzeug wurde der Automobilpresse zunächst ohne Karosserie vorgeführt. Anschließend erhielt es einen Aufbau als offener Tourenwagen mit Platz für sieben Personen, gefertigt von J. M. Quinby & Co.